# نقد ادبی کهن الگویی
نقد ادبی کهن الگویی (Archetypal criticism) یک نوع نظریهٔ انتقادی است که متن را با توجه به اسطوره‌های تکراری و کهن الگوها (در یونانی آرخه، «آغاز»، و تیپوس، اثر) در داستان، نمادها، تصاویر، و انواع شخصیت‌ها در آثار ادبی تفسیر می‌کند. به عنوان یه شکل تصدیق شده از نقد ادبی، قدمت آن به سال ۱۹۳۴ زمانی که پژوهشگر کلاسیک، ماد بودکین طرح‌های کهن الگویی در شعر را منتشر کرد، می‌رسد.
منشأ نقد ادبی کهن الگویی ریشه در دو رشتهٔ علمی دانشگاهی همچون انسان‌شناسی اجتماعی و روان‌کاوی|روانکاوی دارد که هر کدام با روش‌های جداگانه در نقد ادبی مشارکت داشتند، دومی زیر شاخهٔ نظریهٔ انتقادی است. {استناد لازم است} نقد کهن الگویی در دهه‌های ۱۹۴۰ و ۱۹۵۰ به اوج محبوبیت خود رسید، بیشتر به علت کار منتقد ادبی کانادایی نورتوپ فرای (۱۹۱۲_۱۹۹۱)بود. در دههٔ ۲۰۱۰، نقد ادبی کهن الگویی دیگر به‌طور زیاد مورد استفاده قرار نگرفت؛ اخیراً هیچ پیشرفت عمده ای در این زمینه صورت نگرفته‌است (به استثنای نقد ادبی کتاب مقدس[۱])، اما هنوز هم در سنت مطالعات ادبی جایگاهی دارد.[۲][۳]

## ریشه ها

### فریزر
منشأ انسان شناسی نقد کهن الگویی می‌تواند قبل از منشأ های روانشناسی تحلیلی خود با بیش از ۳۰ سال باشد. شاخه‌ی زرین (۱۸۹۰_۱۹۱۵)، نوشته شده توسط انسان شناس اسکاتلندی آقای جیمز جرج فریزر، اولین متن تاثیر گذاری بود که به اساطیر فرهنگی می‌پرداخت. فریزر بخشی از گروه انسان شناس های تطبیقی بود که در دانشگاه کمبریج به طور وسیع روی این موضوع کار می‌کردند. شاخه‌ی زرین به عنوان متن اصلی در مورد اسطوره به طور گسترده‌ای پذیرفته شد که مطالعات زیادی بر روی همان موضوع ایجاد کرد. سرانجام، برتری کار فریزر به مطالعات ادبی منتقل شد.
در شاخه‌ی زرین، فریزر شیوه ها و باورهای اساطیری در میان ادیان پیشین و ادیان امروزی را شناسایی می‌کند. فریزر استدلال می‌کند که مرگ_تولد دوباره تقریباً در تمام اساطیر فرهنگی وجود دارد، و از لحاظ فصول رشد و پوشش گیاهی عمل می شود. اسطوره توسط مرگ ( به عبارت دیگر، محصول نهایی) و تولد دوباره (به عبارت دیگر، بهار) نمایانگر خدای گیاهان است.
به عنوان مثال، فریزر اسطوره یونانی پرسفونه را که توسط هادس به جهان زیرین برده شده بود، ذکر می‌کند. مادرش دیمتر ، الهه برداشت محصول، چنان غمگین بود که با پاییز و زمستان جهان را تحت تأثیر قرار داد. در حالی که در دنیای زیرین پرسفونه شش تا از دوازده دانه انار را که هادس به او داده بود خورد؛ درنتیجه، او مجبور بود نیمی دیگر از سال را از آن پس در جهان زیرین، نمایشگر پاییز و زمستان، یا مرگ در افسانه مرگ_تولد دوباره بگذراند. نیمه‌ی دیگر سال به پرسفونه اجازه داده شد تا در قلمرو فانی که بهار و تابستان، یا مرگ در افسانه مرگ_تولد دوباره را نمایش می‌دهد، با دیمتر باشد. {استناد لازم است}

### یونگ(ویرایش)
در حالی که کار فریزر از نظر مادی به اسطوره شناسی و کهن الگو ها می‌پردازد، کار کارل گوستاو یونگ، بنیانگذار روانشناسی تحلیلی متولد سوئیس، در کانون توجه خود ، غیرمادی است. کار یونگ در مورد اسطوره ها و کهن الگو ها در رابطه با ناخوداگاه، بخش غیر قابل دسترس ذهن، نظریه پردازی می‌کند. از دیدگاه یونگی ، اسطوره ها "بازنمودهای فرهنگ سازی سده از محتوای عمیق ترین فرو رفتگی روان انسان هستند: جهان کهن الگوها" (واکر ۴)
روانشناسی تحلیلی یونگی بین ناخودآگاه شخصی و جمعی تمایز قائل می شود ، مورد دوم به ویژه به نقد کهن الگویی مربوط می شود. ناخودآگاه جمعی، یا روان بی طرف که کمتر شناخته می‌شود، مجموعه‌ای از افکار درونی، احساسات، غرایز، و خاطرات است که درون ناخودآگاه همه مردم وجود دارد. تعریف یونگ از این اصطلاح در بسیاری از نوشته های او متناقض است. در یک زمان او ناخودآگاه جمعی را "شهود شکل های پیشین و ذاتی" می‌نامد (لیچ ۹۹۸)، در حالی که در نمونه‌ای دیگر مجموعه از" تجربیات است که مانند سرنوشت به سوی ما می آید" (۹۹۸). صرف نظر از تفاوتهای جزئی بین تعاریف یونگ ، ناخودآگاهی جمعی بخشی مشترک از ناخودآگاه است.
از نظر یونگ، کهن الگو در ناخودآگاه جمعی، به نقل از لیچ و دیگران.، غیر قابل توصیف است، اما تاثیراتی دارد که تجسم آن را ممکن می‌کند، یعنی، تصاویر و ایده‌های کهن الگویی" (۹۸۸)، با توجه به اینکه آنها در بخش غیر قابل دسترس ذهن هستند. کهن الگوهایی که یونگ به آنها اشاره می کند از طریق تصاویر اولیه نشان داده می شوند ، اصطلاحی که وی ابداع کرد. تصاویر اولیه از مراحل اولیه بشریت سرچشمه می گیرند و تا به حال بخشی از ناخودآگاه جمعی بوده اند. از طریق تصاویر اولیه است که کهن الگوهای جهانی تجربه می شوند، و مهمتر از آن ، این که ناخودآگاه آشکار می شود.
با همان افسانه‌ی مرگ_تولد دوباره که فریزر به عنوان نمایانگر فصول رشد و کشاورزی بودن، می‌داند به عنوان یک نقطه مقایسه، تجزیه و تحلیل یونگی کهن الگوی مرگ_تولد دوباره به عنوان یک "بیان نمادین فرایندی که نه در این دنیا بلکه در ذهن اتفاق می‌افتد را در رویا می‌بیند. این فرایند بازگشت خود به ناخوداگاه است_ یک نوع مرگ موقت خود_ و ظهور دوباره، یا تولد دوباره ی آن از ناخودآگاه است" (سگال ۴)
به خودی خود ، نظریه ناخودآگاه جمعی سهم قابل توجهی از نوشته ها را در نقد ادبی کهن الگویی ارائه می دهد؛ همچنین بیش از یک دهه از اوج نقد ادبی کهن الگویی می گذرد. رویکرد کهن الگویی یونگی با متون ادبی به عنوان راهی برخورد می کند که تصاویر اولیه در آن نمایش داده می شود. تنها در دهه ۱۹۵۰ میلادی بود که شاخه دیگر نقد ادبی کهن الگویی توسعه یافت.

### فرای (ویرایش)
طرح های کهن الگویی در شعر بودکین، اولین اثر در مورد موضوع نقد ادبی کهن الگویی، نظریه های یونگ درباره‌ی ناخودآگاه جمعی، کهن الگوها، و تصاویر اولیه در ادبیات را بکار می‌برد. این بود تا اثر منتقد ادبی کانادایی نورتروپ فرای که نقد کهن الگویی را با اصطلاحات کاملاً ادبی استدلال کرد. مهم ترین اثر فرای که به کهن الگوها می‌پردازد کالبد شکافی نقد است اما مقاله او "کهن الگوهای ادبیات" پیش درامد این کتاب است. نظریه‌ی فرای تا حد زیادی بدون تغییر در کالبد شکافی نقد باقی مانده است. اثر فرای قبل از راه دادن به ساخت گرایی و نشانه شناسی، به جابه‌جایی نقد جدید به عنوان روش اصلی تجربه و تحلیل متون ادبی کمک کرد.
کارهای فرای هم از فریزر و هم از یونگ جدا می شود به گونه ای که از نمونه های پیشین انسان شناختی و روانکاوی متمایز است. از نظر فرای، افسانه‌ی مرگ_زندگی، که فریزر در کشاورزی و برداشت محصول می‌داند، آیینی نیست بلکه غیر ارادی است، بنابراین، باید انجام شود. همانطور برای یونگ، فرای درباره‌ی ناخودآگاه جمعی بی علاقه بود در زمینه‌ی احساسات این غیر ضروری بود: از آنجا که ناخودآگاه غیر قابل شناخت است ، نمی توان آن را مطالعه کرد. همچنین چگونگی پیدایش کهن الگوها برای فرای اهمیت نداشت؛ بلکه، عملکرد و تأثیر کهن الگوها مورد علاقه‌ی او بود. برای فرای ، کهن الگوهای ادبی "نقشی اساسی در تغییر شکل جهان مادی به یک جهان کلامی دیگر دارند که از نظر انسانی قابل درک و زنده باشد ، زیرا با نیازها و نگرانی های اساسی انسان سازگار است" (آبرامز ۲۲۴-۲۲۵).
طنز و حزن دو دسته ی اصلی در چارچوب فرای هستند. هر دسته بیشتر به دو دسته تقسیم می شوند: کمدی و داستان عاشقانه برای طنز؛ تراژدی و هجو (یا کنایه آمیز) برای حزن. اگرچه او فریزر را رد می‌کند، فرای از فصل ها در طرح کهن الگویی خود استفاده می‌کند. هر فصل با یک ژانر ادبی مطابقت دارد: کمدی با بهار، رمانس با تابستان، تراژدی با پاییز، و هجو با زمستان.
کمدی با بهار مطابقت دارد زیرا ژانر کمدی با تولد دوباره ی قهرمان ، احیا و رستاخیز مشخص می‌شود. همچنین ، بهار نماد شکست زمستان و تاریکی است. رمانس و تابستان با هم جفت هستند زیرا تابستان اوج زندگی در تقویم فصلی است و ژانر عاشقانه با نوعی پیروزی ، معمولاً یک ازدواج ، به اوج خود می رسد. پاییز مرحله در حال مرگ تقویم فصلی است ، که همسو با ژانر تراژدی است زیرا بیش از هر چیز با "سقوط" یا مرگ قهرمان اصلی شناخته می شود.
هجو مجاز از زمستان است به دلیل اینکه هجو یک ژانر تاریک است؛ هجو یک شکل ناامیدی و تمسخر از سه ژانر دیگر است. به دلیل تاریکی ، انحلال ، بازگشت هرج و مرج و شکست شخصیت قهرمان مشهور است. فصول به موازات داستان مربوط هستند:
تابستان_کمدی. تولد قهرمان
پاییز _ تراژدی. حرکت در مقابل مرگ یا شکست قهرمان
زمستان _ کنایه یا هجو. قهرمان غایب است.
بهار _ رمانس≥. تولد دوباره قهرمان.
مفهوم یک ژانر تعیین می‌کند که چگونه یک نماد یا عکس تفسیر می‌شود. فرای پنج حوزه مختلف را در طرح خود ترسیم می کند: انسان، حیوان، گیاهان، ماده‌ی معدنی، آب. دنیای کمدی بشری نمایانگر تحقق آرزوها و اجتماع محور بودن است. در مقابل ، دنیای تراژیک بشری انزوا ، استبداد و قهرمان سقوط کرده است. حیوانات در ژانرهای کمدی مطیع و روستایی هستند (به عنوان مثال گوسفند)، در حالی که در تراژیک حیوانات مستبد و شکارچی هستند (به عنوان مثال گرگ ها).
برای قلمرو گیاهان ،کمدی، بازهم روستایی است، اما همچنین توسط باغ ها ، پارک ها ، گل های رز و نیلوفرها نشان داده می شود. همینطور برای تراژیک، پوشش گیاهی یک جنگل وحشی است، یا به صورت بیابان است. شهرها، معبد، یا سنگهای قیمتی نشان دهنده قلمرو مواد معدنی کمدی است.
قلمرو مواد معدنی تراژیک به دلیل بیابانی بود، خرابه ها یا تصاویر هندسی شیطانی شناخته می‌شود (فرای ۱۴۵۶). سرانجام، قلمرو آب توسط رودخانه‌ها در کمدی نمایش داده می‌شود. در تراژیک، دریاها، مخصوصاً سیل ها، دلالت بر قلمرو آب می‌کنند.
فرای اذعان می کند که طرح وی در "کهن الگوهای ادبیات" ساده است ، اما با اشاره به وجود کهن الگوهای خنثی جای استثناها را باز می کند. مثالی که وی ذکر کرده جزایری مانند سیرس یا پروسپرو است که نمی توان آنها را در ردیف تراژدی  یا کمدی دسته بندی کرد.

## مشارکت کننده های دیگر
ماد بودکین در سال ۱۹۳۴ با  بکار بردن ایده های یونگ در شعر و بررسی کهن الگو ها مانند دریانوردی باستانی و تولد دوباره ، بهشت و جهنم ، تصاویر شیطان ، قهرمان و خدا ، الگوهای باستانی را در شعر نوشت. کتاب بودکین.
جوزف کمبل در کتاب قهرمان هزار چهره در سال ۱۹۴۹ پیشقدم ایده "مونومیث" (هرچند این اصطلاح از جیمز جویس گرفته شده است) بود ، الگویی جهانی در قصه های قهرمانانه در فرهنگ ها و ژانرهای مختلف. بررسی عمیق وی از سفر هشت مرحله‌ای قهرمان (و تغییرات رایجی که وجود دارد) تأثیر بسزایی در اکسپرسیونیست های انتزاعی دهه ۱۹۵۰ داشت و همچنان الهام بخش هنرمندان خلاق امروز می باشد.

## نقدهای نظری
استدلال شده‌است مدل نقد کهن الگویی فرای آثار را دقیقاً بر اساس ژانر هایشان طبقه بندی می‌کند، که نحوه‌ی تفسیر شدن متن را تعیین می‌کند. با توجه به این استدلال، معضل نقد کهن الگویی فرا به ادبیات معاصر تر روبه رو می‌شود، و به طور کلی پست مدرنیسم، این است که ژانرها و طبقه بندی ها دیگر کاملاً از هم جدا نیستند و مفهوم بسیاری از ژانرها مبهم شده است، بنابراین طرحواره ی فرای را مشکل ساز می‌کند.
به عنوان مثال "در انتظار گودو" از بکت یک تراژیکدی در نظر گرفته می شود، یک نمایشنامه با عناصر تراژدی و هجو، با این مفهوم که تفسیر عناصر متنی در نمایشنامه  دشوار می شود زیرا دو فصل و قرارداد متضاد که فرای با ژانرها ارتباط داد در برابر یکدیگر قرار می دهد. اما در حقیقت بحث در مورد ترکیبات عمومی مانند تراژیکمدی به دوره رنسانس برمی گردد، و فرای همیشه ژانرها را به عنوان سیال درک می کرد. فرای فکر کرد که اشکال ادبی بخشی از یک دایره بزرگ است و می تواند بر سایر اشکال عمومی سایه بکشد. (او از جمله یک نمودار از چرخ خود را در آناتومی نقد تصور می‌کرد اما به بهتر از آن فکر کرد.) اسطوره و کهن الگوها به منشأ ادبیات می‌پردازند.

## نمونه هایی در ادبیات
- زن اغواگر: یک نوع شخصیت زن که اتفاقات فاجعه بار و مصیبت‌بار را به بار می‌آورد. حوا از داستانی از  تورات یا پاندورا از اساطیر یونان دو شخصیت از این دست هستند.
- سفر: یک کهن الگوی داستانی که در آن قهرمان داستان باید قبل از رسیدن به هدف خود بر مجموعه‌ای موانع غلبه کند. کهن الگوی سفر اصلی در فرهنگ غربی بدون شک ادیسه هومر است.

نمادهای کهن الگویی بیشتر از داستان ها و انواع شخصیت کهن الگویی تنوع دارند. بهترین طرح کهن الگویی هر نمادی با ریشه ی عمیق در اساطیر یک فرهنگ است، به عنوان مثال میوه ی ممنوعه در تورات یا حتی سیب سمی در سفید برفی. این ها نمونه هایی از نمادها هستند که با منتقدان کهن الگویی طنین انداز هستند.
به گفته منتقدین کهن الگویی، کهن الگوها نقشهای مشترکی بین جوامع جهانی را آشکار می کنند. این کهن الگو ممکن است تصوری مشترک ایجاد کند که توسط بسیاری از کلیشه‌ها که خودشان را از چارچوب سنتی، زیستی، مذهبی و اسطوره‌ای جدا نکرده‌اند، تعریف شده است. {استناد لازم است}